# 香港傳奇人物系列
《香港傳奇人物系列》（英語：It Could Happen Here）是1991年香港亞洲電視的一系列電視電影。系列共分為六個單元，包括《天之嬌女》、《紙上英雄》、《商業超人》、《周德根傳》、《一代賭王》及《林美黛傳》。

## 劇情

### 天之嬌女
《香港傳奇人物之天之嬌女》（It Could Happen Here - Queen of the Opera），故事改編自粵劇名伶紅線女。

### 紙上英雄
《香港傳奇人物之紙上英雄》（It Could Happen Here - The Comic Book Hero），故事改編自漫畫家馬榮成。

### 商業超人
《香港傳奇人物之商業超人》（It Could Happen Here - The Property Magnate），故事改編自香港首富李嘉誠。

### 周德根傳
《香港傳奇人物之周德根傳》（It Could Happen Here - The TV Magnate），故事改編自電視大亨邱德根。

### 一代賭王
《香港傳奇人物之一代賭王》（It Could Happen Here - The Macau Tycoon），故事改編自一代賭王何鴻燊。

### 林美黛傳
《香港傳奇人物之林美黛傳》（It Could Happen Here - Story of The Movie Queen），故事改編自亞洲影后林黛。

## 演員
天之嬌女
- 米雪 飾演 紅劍女，角色影射紅線女
- 劉志榮 飾演 馬曾，角色影射馬師曾

紙上英雄
- 張家輝 飾演 朱志強，角色影射馬榮成
- 高雄 飾演 白世昌，角色影射黃玉郎

商業超人
- 林立三 飾演 劉應明，角色影射李嘉誠
- 譚文潔 飾演 董銳芬，角色影射莊月明

周德根傳
- 盧海鵬 飾演 周德根，角色影射邱德根
  - 繼電影《精裝追女仔II》，再度飾演模仿邱德根的角色
- 歐陽佩珊 飾演 吳錦秋，角色影射裘錦秋
- 吳浣儀 飾演 蘭，角色影射邱裘錦蘭

一代賭王
- 呂頌賢 飾演 韓森，角色影射何鴻燊
- 高雄 飾演 葉龍，角色影射葉漢

林美黛傳
- 關詠荷 飾演 林美黛，角色影射林黛
- 伍詠薇 飾演 李麗霞，角色影射李麗華
- 潘志文 飾演 連俊，角色影射嚴俊
- 楊家樂 飾演 容國芬，角色影射龍繩勳